# Jean Leroy
Jean Leroy (Péruwelz, 2 februari 1896 - Doornik, 8 december 1939) was een Belgisch kunstschilder en beeldhouwer.

## Biografie[1]
Toen zijn familie in 1910 verhuisde naar Doornik, schreef hij zich aldaar in voor vioollessen aan de Academie voor Schone Kunsten. Later leerde hij er ook schilderen en beeldhouwen. Medeleerlingen van hem waren onder andere Armand Degand, Joseph Lacasse en George Grard.
Leroy trouwde in 1916 en kreeg twee dochters. Na zijn militaire dienst in 1920 startte hij een eigen atelier en schilderde voornamelijk decorstukken voor het theater.
In 1925 ging hij enige tijd naar Parijs, maar keerde al snel terug om zijn familie te onderhouden. Werkzekerheid kreeg hij in 1931, toen hij leerkracht werd aan de academie.
Hij stierf na een bloedvergiftiging.
- Virtual International Authority File: 7145602319401361006